# Марія Полідурі
Марія Полідурі (грец. Μαρία Πολυδούρη) — грецька поетеса, самобутня представниця початку ХХ століття. Відома своїм пристрасним та красномовним прощанням з життям, писала у напрямку неоромантизму.

## Біографія
Марія Полідурі народилась 1 квітня 1902 (1905) року у місті Каламата.
У неї було коротке життя, трагічна доля, рання втрата батьків, потім хвороба — все це знайшло відображення в її поезії, але найголовнішими мотивами для неї були любов та смерть.
З 1915 року почала писати. Літературна спадщина, яку вона залишила, невелика, але надзвичайно гарна, пронизана щирістю і болем. У журналі «Сімейна зірка» вперше опублікувала свій вірш «Мама».
Через рік закінчила перший альбом «Ромашки», але повністю він так ніколи і не був опублікований. У 1921 році під час навчання в Афінському університеті, Марія знайомиться з молодим поетом Костасом Каріотакісом, який також навчався на юридичному факультеті. Через короткий час їх знайомство переростає в сильну любов, яка не мала щасливого кінця.
У 1927 році під час перебування у Парижі захворіла на туберкульоз. У 1928 році після самогубства К. Каріотакіса стан її здоров'я різко погіршився.
У 1928 році виходить збірка «Завмираючі трелі» («Τρίλλιες που σβύνουν»), а у 1929 році — «Ехо у Хаосі»(«Ηχώ στο Χάος»).
У квітні 1930 року Марія Полідурі, залишившись без засобів до існування, помирає у віці двадцяти восьми років у санаторії «Sotiria» (поблизу Афін). Вона встигає залишити помітний слід у новогрецькій літературі, а ніжність і тремтливість звучання її лірики залишаються неперевершеними. Великий літературний та історичний інтерес становлять листи Марії до Каріотакіса, кумира всього її життя.
У 1961 році письменниця Лілі Зографу у книзі «Відповідаю» зібрала і опублікувала усі твори Марія Полідурі та написала наступне:
|  | (рос.) Мария была женщиной из женщин, революционеркой из революционеров, одной из тех стремительно проходящих натур, которые пролетели через этот мир для того, чтобы показать нам красоту, настоящую страсть, и уйти. |